# Cartigny (Ginebra)
Cartigny es una comuna suiza del cantón de Ginebra. 

## Geografía
Cartigny está situada en la ribera izquierda del Ródano. Un antiguo meandro de dicho río es ahora una importante reserva de aves migratorias. Limita al norte con las comunas de Russin y de Aire-la-Ville, al este con Bernex, al sur con Laconnex y Avusy, y al oeste con Avully.